# Roetmees
De roetmees (Melaniparus niger; synoniem: Parus niger) is een zangvogel uit de familie Paridae (mezen).

## Verspreiding en leefgebied
Deze soort komt voor zuidoostelijk Afrika en telt drie ondersoorten:
- M. n. ravidus: van oostelijk Zambia tot centraal Mozambique en noordoostelijk Zuid-Afrika.
- M. n. xanthostomus: van zuidoostelijk Angola tot zuidwestelijk Tanzania en noordelijk Zuid-Afrika.
- M. n. niger: zuidelijk Mozambique en oostelijk Zuid-Afrika.

## Status
De grootte van de populatie in Zuid-Afrika is in 2007 geschat op 10 miljoen vogels. Op de Rode lijst van de IUCN heeft deze soort de status niet bedreigd.